# Hemiptocha atratellus
Hemiptocha atratellus là một loài bướm đêm trong họ Crambidae.